# Vibegron
 (juin 2023).
Vibegron est un médicament vendu sous le nom de marque Gemtesa.

## Usage médical
Il s'agit d'un médicament utilisé pour traiter l'hyperactivité vésicale ,. Il est utilisé pour atténuer les symptômes de l'incontinence urinaire, de l'urgence et de la fréquence urinaire. Il est pris par voie orale.

## Effets secondaires
Les effets secondaires les plus fréquents sont les maux de tête, les infections urinaires, la  diarrhée, les nausées et les infections des voies respiratoires supérieures; d'autres effets secondaires peuvent inclure la rétention urinaire . L'utilisation n'est pas recommandée chez les personnes souffrant de graves problèmes rénaux ou hépatiques. L'innocuité pendant la grossesse n'est pas claire. Il s'agit d'un agoniste sélectif des récepteurs bêta3 adrénergiques .

## Histoire
Le Vibegron a été approuvé pour un usage médical au Japon en 2018 et aux États-Unis en 2020,. Il n'est pas approuvé au Royaume-Uni ou en Europe avant 2022. Aux États-Unis, il coûte environ 460 USD par mois en 2022.